# Elaeognatha argyroleuca
Elaeognatha argyroleuca är en fjärilsart som beskrevs av George Francis Hampson 1912. Elaeognatha argyroleuca ingår i släktet Elaeognatha och familjen trågspinnare. Inga underarter finns listade i Catalogue of Life.